# Termes del mercat de bestiar de Trèveris

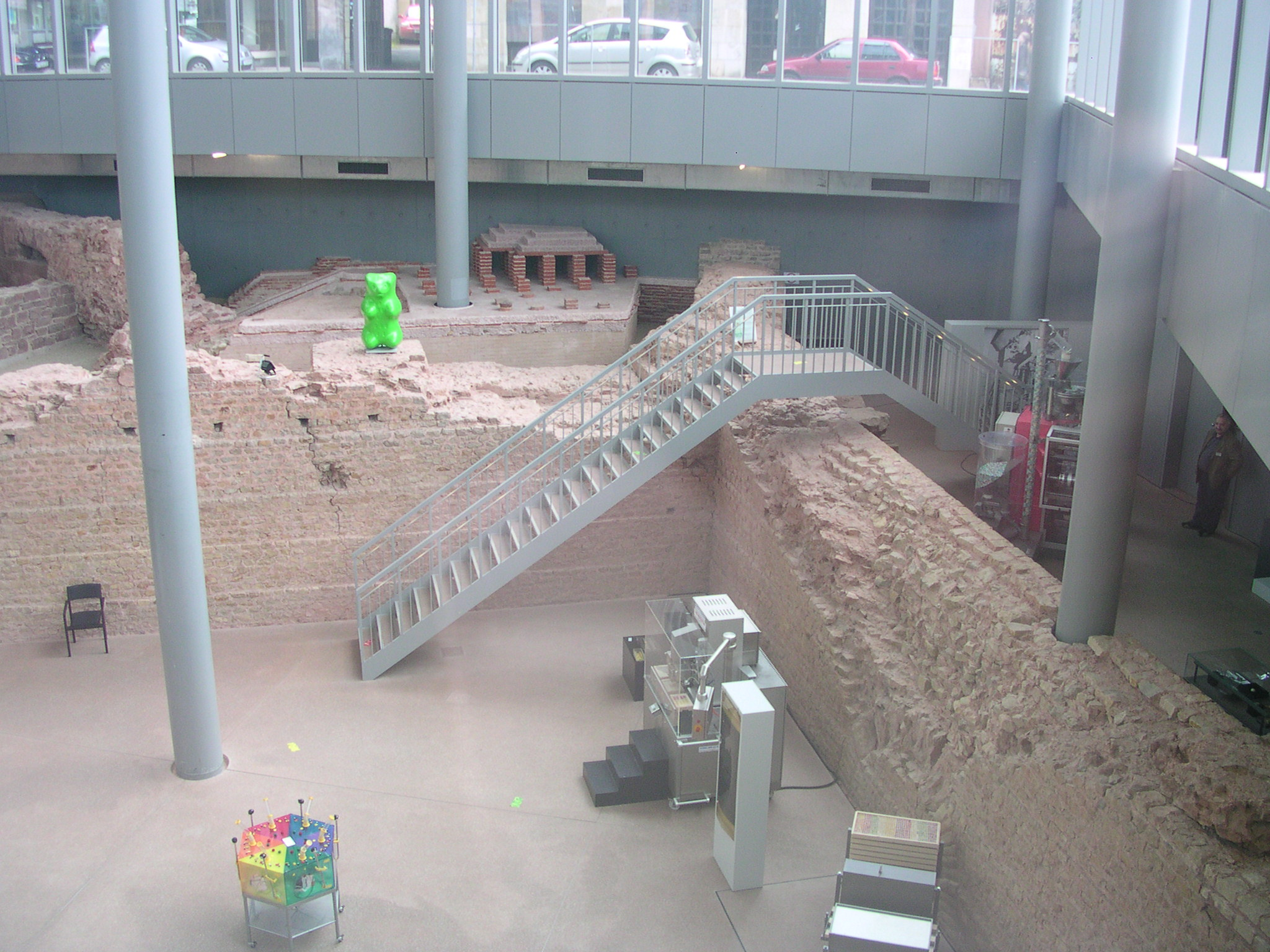
Termes del mercat de bestiar de Trèveris.

Les Termes del mercat de bestiar de Trèveris són unes termes romanes situades a Alemanya. Aquestes termes es trobaven a prop del fòrum d'Augusta dels Trèvers. Tenen el seu nom degut a la plaça de Trèveris, sota la qual van ser descobertes.
Els romans van començar amb la construcció del complex al voltant de l'any 80 i van completar-la al voltant de l'any 100 i, per tant, eren les termes més antigues de la ciutat. El complex estava construït de tal manera que els banys calents rebien la llum calenta, orientats al sud, mentre que el frigidari tenia les finestres orientades al nord, més fred.